# Leichtathletik-Weltmeisterschaften 2023/Teilnehmer (São Tomé und Príncipe)
| Goldmedaillen | Silbermedaillen | Bronzemedaillen |
| ------------- | --------------- | --------------- |
| —             | —               | —               |

Der Leichtathletikverband von São Tomé und Príncipe nahm mit einer Athletin an den Leichtathletik-Weltmeisterschaften 2023 in Budapest teil.

## Ergebnisse

### Frauen

#### Laufdisziplinen
| Athletin      | Disziplin | Vorlauf    | Vorlauf | Halbfinale | Halbfinale | Finale | Finale |
| Athletin      | Disziplin | Zeit       | Platz   | Zeit       | Platz      | Zeit   | Platz  |
| ------------- | --------- | ---------- | ------- | ---------- | ---------- | ------ | ------ |
| Gorete Semedo | 200 m     | 23,69 s SB | 42      | DNQ        | DNQ        | –      | –      |